# Adaptations de l'alphabet arabe
 (mars 2025).
Si vous disposez d'ouvrages ou d'articles de référence ou si vous connaissez des sites web de qualité traitant du thème abordé ici, merci de compléter l'article en donnant les références utiles à sa vérifiabilité et en les liant à la section « Notes et références ».
Cette page contient des caractères spéciaux ou non latins. S’ils s’affichent mal (▯, ?, etc.), consultez la page d’aide Unicode.
Pour un article plus général, voir alphabet arabe.
Les adaptations de l'alphabet arabe à d'autres langues sont très nombreuses. C'est en effet le deuxième système d'écriture segmentale utilisé dans le monde après l'alphabet latin. Cet alphabet est utilisé en arabe, les différentes variétés d'arabe, le persan et encore de nombreuses langues du Moyen-Orient. Les Turcs l'utilisaient avant la réforme d'Atatürk. De plus, l'arabe est également la langue de l'islam. Des pays Musulmans l'ont utilisé, ou l'utilisent encore. Celui-ci, cependant, étant un alphabet consonantique (abjad), il n'est pas forcément adapté à la phonologie des langues qui ont décidé de s'en servir, lesquelles ne sont pas non plus systématiquement des langues sémitiques. Il a donc fallu procéder à des adaptations, surtout réalisées par l'adjonction de diacritiques (des points le plus souvent) sur des lettres existant déjà. Dans nombre de pays concernés, l'arabe étant resté une langue liturgique pratiquée, il a donc existé une double utilisation de l'alphabet :
- un alphabet enrichi et / ou complété afin de transcrire la langue d'origine du pays en question ;
- un alphabet utilisé de manière classique pour l'arabe coranique.

On compte — principalement — parmi les langues l'utilisant ou l'ayant utilisé :
- les dialectes issus de l'arabe ;
- les langues iraniennes, persan, pachto, baloutchi, kurde ;
- des langues indo-aryennes comme le sindhi, l'ourdou (variante dite nastaʿlīq), le cachemiri et le pendjabi (variante dite chahmoukhi ; pour cette dernière langue, l'écriture arabe s'utilise surtout au Pakistan) ;
- des langues turciques comme le turc ottoman, l'ouïghour, l'azéri (variante azerbaijani), le turkmène, le kazakh, l'ouzbek, le kirghiz, le tatar (de 1920 à 1927) ;
- le haoussa ;
- le swahili ;
- le somali ;
- certaines langues berbères d'Algérie et du Maroc ;
- certaines langues caucasiennes ;
- le malais (variante jawi, au sultanat du Brunei).

## Introduction
Les graphies sont à lire comme suit : chaque lettre est notée d'abord sous sa forme isolée puis répétée trois fois, afin de faire apparaître les formes initiale, médiane et finale. Les lettres indiquées seules ne changent pas de forme ou ne sont jamais liées à la lettre qui suit. Les transcriptions phonétiques suivent les usages de l'API. Les caractères Unicode utilisés n'étant pas des plus fréquents, certaines polices ne les contiennent pas, d'autres ne savent pas les afficher en contexte ; dans ce dernier cas, l'affichage pourrait laisser croire, à tort, qu'ils ne se lient pas dans l'écriture. Enfin, est indiquée en italique la transcription traditionnelle quand celle-ci s'éloigne de la transcription phonétique.
La création de nouvelles lettres dans nombre de langues non sémitiques montre une démarche rationnelle s'appuyant sur des connaissances parfois précises en phonétique : l'arabe, par exemple, ne possède normalement pas de son [g] (en pratique, la lettre ج ججج ǧim note un phonème /g/ qui peut, dans certains dialectes arabes être réalisé [g]), qui est la version sonore du son [k] (c'est-à-dire un [k] accompagné de résonances glotales) ; [k] est lui-même écrit kāf ككك ك en arabe, langue où il représente un phonème à part entière (consulter « prononciation de l'arabe »). Le persan, qui possède un [g], a juste adapté la lettre kāf pour transcrire la variante sonore : گگگ گ. D'autre part, des lettres arabes notant des phonèmes absents dans la langue empruntant l'alphabet ont naturellement servi à noter des sons proches que ne connaît pas l'arabe : le wāʾ و [w] note [v] en turc ottoman, langue qui ignore /w/ en tant que phonème (mais possède quelques [w] non pertinents).
Le principal problème rencontré pour l'adaptation de l'alphabet arabe reste le fait qu'il s'agit d'un abjad, qui ne note donc pas les voyelles ; or, si la structure grammaticale de l'arabe permet de les restituer (grâce à la présence dans la langue de schèmes), ce n'est pas le cas dans les autres langues. Les moyens choisis pour pallier cette difficulté sont nombreux; parmi les plus courants : création de nouvelles lettres, utilisation de matres lectionis (consonnes notant l'allongement des voyelles) ou encore de lettres arabes « inutiles » pour la langue empruntrice. Beaucoup d'ambiguïtés, cependant, subsistent.
Enfin, la langue sacrée étant l'arabe du Coran, les lettres « inutiles » ont été conservées afin de permettre la notation exacte des textes religieux et de termes y liés, sans pour autant que celles-ci soient prononcées comme en arabe : dans la majorité des langues non sémitiques, il n'existe pas de consonnes emphatiques ; celles-ci sont donc réalisées comme des simples : c'est le cas en ourdou, où le ṭāʾ ططط ط (arabe [t̙ˤ]) vaut simplement [t], et en persan où le ḥāʾ ححح ح [ħ] est prononcé [h] (ou rien). En sorte, l'alphabet arabe utilisé dans d'autres langues est souvent redondant.
Cet article ne donne pas les alphabets complets pour chaque langue mais se contente d'indiquer les principales innovations et les différences les plus frappantes. Le détail est bien sûr plus complexe.

## Dialectes arabes
Dans certains dialectes arabes apparaissent des sons sans équivalent dans la prononciation de l'arabe littéral : ils servent principalement à la notation de mots empruntés (au français, par exemple). Pour les écrire avec l'alphabet arabe, il a fallu inventer de nouvelles lettres. Les sons concernés sont [g], [p], [v] et [ʒ].

### Arabe maghrébin
En tunisien et algérien, les principales innovations sont :
- [v] : ڥڥڥ ڥ ;
- [p] : پپپ پ comme en persan ;
- [g] : ڨڨڨ ڨ, il peut aussi être ݣݣݣ ݣ ou ڠڠڠ ڠ.

En marocain, on rencontrera plutôt :
- [v] : ڤڤڤ ڤ ;
- [p] : پپپ پ ;
- [g] : ݣݣݣ ݣ, parfois on trouve la forme ڭڭڭ ڭ ou la forme گگگ گ.

### Égyptien
En égyptien, les principales innovations sont :
- [p] : پپپ پ comme en persan ;
- [ʒ] : چچچ چ comme le [tʃ] du persan (le ج ǧīm représentant en égyptien le son [g] alors qu'il est ailleurs réalisé [ʒ] ou [dʒ] ; cf. Phonologie de l'arabe) ;
- [v] : ڤڤڤ ڤ comme en kurde.

## Langues berbères

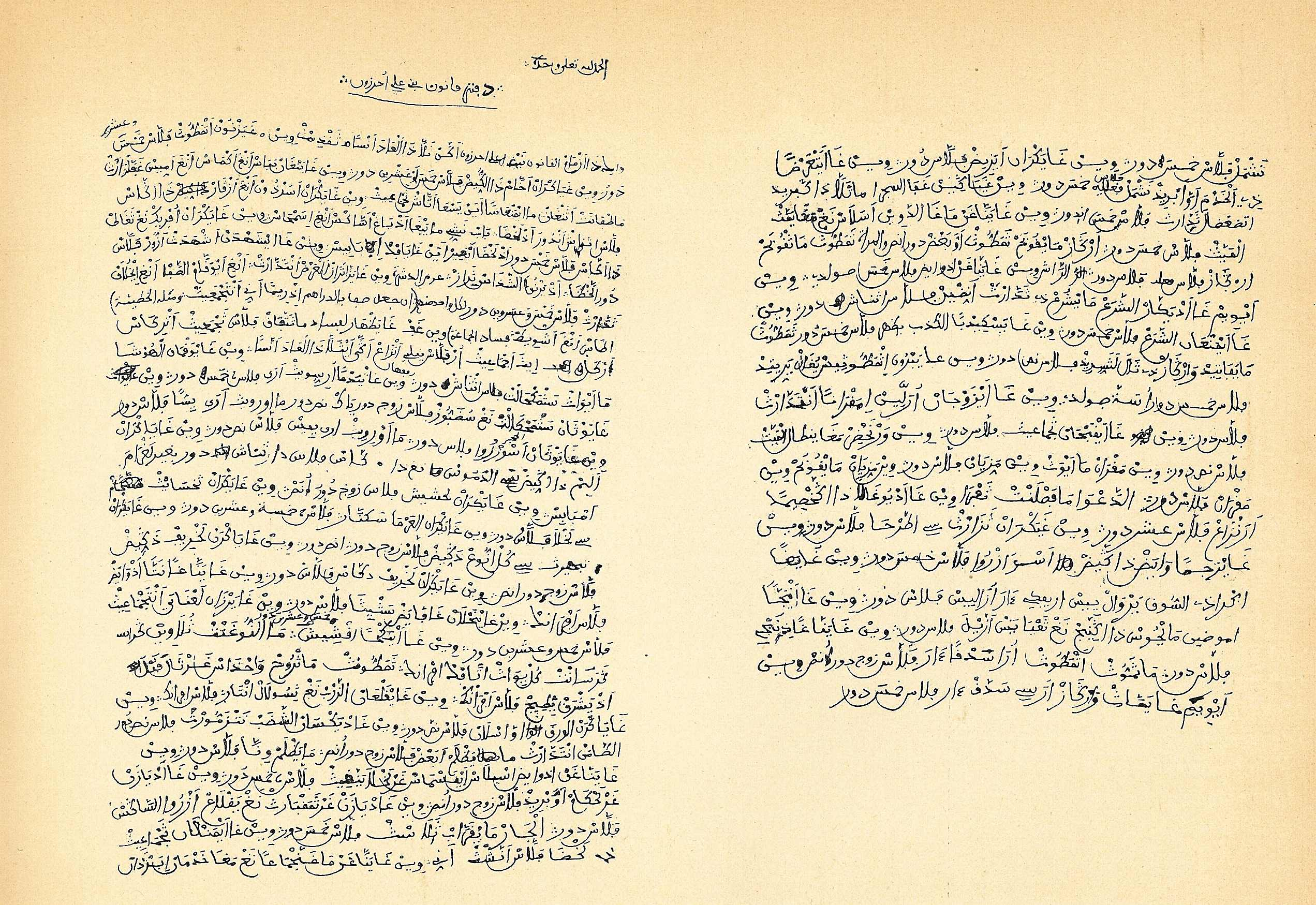
Manuscrit d'un qanun (recueil de droit coutumier) écrit en kabyle avec l'alphabet arabe.

En réalité le chleuh est la seule langue berbère au Maroc à avoir une solide tradition écrite en alphabet arabe. 
Du fait de leur localisation dans des pays de langue officielle (ou coofficielle) arabe, les autres Berbères du Maroc, d'Algérie, de Libye, du Mali, du Niger, de Tunisie ou encore de Mauritanie peuvent noter le berbère au moyen de l'alphabet arabe. 
La langue kabyle (historiquement seule langue berbère, au côté du chleuh, à bénéficier d'une solide tradition écrite) est exclusivement transcrite en alphabet berbère latin depuis les années 1970.

## Langues chinoises
L'adaptation de l'alphabet pour les langues chinoises est généralement dénommé xiao'erjing. Il s'apparente à l'alphabet arabe utilisé pour la langue ouïghour, comprenant notamment des lettres pour certaines voyelles. Il s'agit donc plus d'un alphabet que d'un abjad.
Il comprend l'essentiel des lettres de l'arabe, plusieurs du persan et des lettres qui lui sont propres.
Il est généralement utilisé par des chinois Hui musulmans dans certains dialectes mandarins, pour lesquels l'utilisation de l'écriture arabe est plus aisée que celle des caractères chinois.

## Langues iraniennes
Les langues concernées sont le persan, le pashto, le kurde et le baloutchi, toutes des langues indo-européennes. Le persan est un modèle de départ duquel se sont inspirées les autres langues.

### Persan
Principales innovations :
- [p] : پپپ پ ;
- [tʃ] : چچچ چ ;
- [ʒ] : ژ ;
- [g] : گگگ گ.

### Pachto
Principales innovations :
- [p], [tʃ] et [ʒ] comme en persan ;
- [g] : گگگ گ ou ګګګ ګ ;
- rétroflexes (rond ou point souscrit ou comme en ourdou pour le pashto du Pakistan) :
  - [ʈ] : ټټټ ټ,
  - [ɖ] : ډ,
  - [ɽ] : ړ,
  - [ʂ] : ښښښ ښ,
  - [ʐ] : ږ,
  - [ɳ] : ڼڼڼ ڼ,
- affriquées :
  - [ts] : څڅڅ څ,
  - [dz] : ځځځ ځ.

### Kurde
En Turquie, le kurde s'écrit aussi en caractères latins ; dans les pays de l'ancienne Union soviétique, en cyrillique. Le kurde s'écrit en caractères arabes en Irak et en Iran. L'alphabet arabe reste une écriture littéraire et religieuse.
Principales innovations :
- [p], [tʃ], [ʒ] et [g] comme en persan ;
- [v] : ڤڤڤ ڤ ;
- [ɽ] : ڔ ;
- [ɫ] : ڶڶڶ ڶ.

Toutes les voyelles sont notées:
- [o] : ۆ ;
- [e] : ێێێ ێ ;

## Langues indiennes
Le sindhi, l'ourdou, le cachemiri et le pendjabi (principalement au Pakistan pour cette dernière) utilisent l'alphabet arabe. Le cas de l'ourdou est notable : avec le hindi, ils ne forment qu'une seule et même langue, à part quelques divergences lexicales (arabismes et persianismes en ourdou, sanskritismes en hindī) ; leur principale différence réside seulement dans leur écriture. L'alphabet arabe utilisé pour l'ourdou est adapté de la variante persane.

### Ourdou(nastaʿlīq)
Principales innovations :
- [p], c [tʃ], ž [ʒ] et [g] comme en persan ;
- rétroflexes (petit ṭāʾ suscrit) :
  - ṭ [ʈ] : ٹٹٹ ٹ,
  - ḍ [ɖ] : ڈ,
  - ṛ [ɽ] : ڑ,
- aspirées (hāʾ subséquent ; toujours en graphie liée) :
  - [kʰ] : كھ,
  - [gʱ] : گھ,
  - ch [tʃʰ] : چھ,
  - jh [dʒʱ] : جھ,
  - ṭh [ʈʰ] : ٹھ,
  - ḍh [ɖʱ] : ڈھ,
  - [tʰ] : تھ,
  - [dʱ] : دھ,
  - [pʰ] : پھ,
  - [bʱ] : بھ,
  - [ɽʱ] : ڑھ,

Note : afin d'éviter les confusions entre le h d'aspiration des consonnes et un [h] indépendant, il est d'usage de garder à la forme ھ le statut de lettre d'aspiration, tandis que le h indépendant se trace ﮨ à l'initiale (on peut aussi employer le caractère normal), ﮩ en position médiane. Ainsi, پھول phūl, « fleur » s'écrit avec un h d'aspiration, mais ہے hai (ou هے), « (il) est », et یہاں yahāṃ, « ici », prennent un h indépendant ;
- voyelles nasalisées : un nūn (sans point) ںںں ں subséquent à la voyelle ;
- voyelles : elles ne sont pas nécessairement écrites quand elles sont brèves (sauf dans des textes vocalisés au moyen de diacritiques de l'arabe et d'autres originaux). L'utilisation d'un yāʾ retourné en position finale ے est notable ; la lettre note un e final. La variante sans point ى sert au i final.

### Cachemiri
Le modèle est celui de l'ourdou ; la notation des voyelles, cependant, est beaucoup plus précise, sachant que les brèves ne sont souvent que des diacritiques. De fait, elles ne sont écrites que dans un texte entièrement vocalisé, au moyen de signes empruntés à l'arabe mais aussi de signes originaux (comme la hamza en forme de vague : ٲ).
- [p], c [tʃ], et [g] comme en persan mais ژ se lit [ts] et non [ʒ] ;
- rétroflexes : comme en ourdou ;
- aspirées : comme en ourdou plus [tsʰ] ژھ. L'écriture fait aussi la distinction entre ھ (h d'aspiration) et ﮨ / ﮩ (h indépendant). Noter que ḫāʾ خخخ خ peut se lire normalement [x] mais aussi [kʰ] et que, de même, fāʾ ففف ف peut se lire normalement [f] mais aussi [pʰ] ;
- le yāʾ se trace différemment selon qu'il représente :
  - la consonne [j] : ییے ے (yāʾ retourné sans point en finale ou isolé),
  - une marque de palatalisation (concerne la consonne précédente ; elle ne peut donc jamais être à l'initiale) : ؠ. Elle se trace comme un yāʾ dont les points sont remplacés par un rond souscrit. Dans le style nastaliq, la forme finale ressemble à ى et la forme isolée à un yāʾ retourné à hampe allongée (ل۪ے) avec rond souscrit.

### Pendjabi
La variante dite chahmoukhi utilisée pour la pendjabi est similaire à l'alphabet arabe ourdou.

## Langues turques
Pendant près d'un millénaire, le turc s'est écrit au moyen des caractères arabes, suivant un modèle proche du persan ; on parle alors du « turc ottoman » (osmanlı türkçesi). D'autres langues turques parlées par des peuples musulmans ont elles aussi autrefois (ou encore) utilisé l'alphabet arabe, notamment l’azéri, le bachkir, le tchaghataï, le kazakh, le kirghize, l’ouïghour, l’ouzbek, le tatar ou le turkmène.

## Langues d'Afrique
- Afar
- Comorien
- Peul
- Haoussa
- Kanuri
- Malgache
- Mandingue
- Somali
- Songhaï
- Soninké
- Swahili
- Touareg
- Wolof

## Langues malayo-polynésiennes

### Malais
À partir du XIIIe siècle, l'intensification des échanges entre le monde arabe et l'insulinde conduit à introduire l'islam dans le monde malais. De nombreux alphabets y existaient déjà (notamment les écritures batak, javanaise, rejang ou lontara), mais ils sont très différents et certaines langues n'en possédaient pas. 

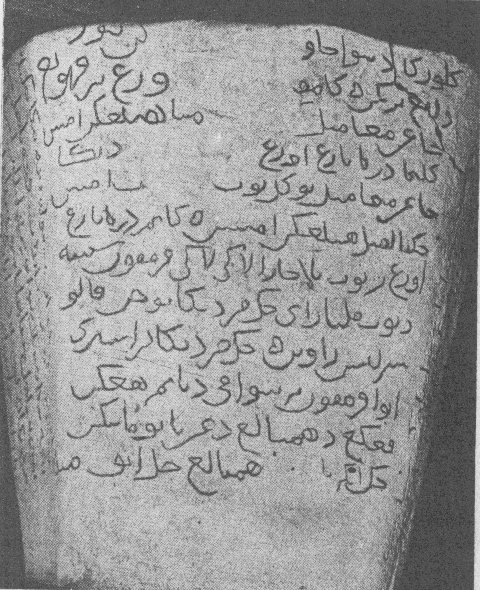
L'inscription de Terengganu, face B

L'écriture arabe, déjà utilisée en liturgie va alors être enrichie de quelques phonèmes propres au malais pour devenir la franca lingua de l'écrit (les langues malaises étant oralement déjà très proches) jusqu'aux Moluques. On nomme cette variante jawi. La plus ancienne inscription connue rédigée en jawi est la « pierre de Terengganu » (Batu Bersurat Terengganu). Datée de 1303, elle porte un fragment de texte juridique en malais.
Dans beaucoup d'endroit, comme à Java ou en Malaisie, elle va se substituer peu à peu à toutes les écritures préexistantes. Au XVIe siècle, la christianisation de l'archipel par les portugais et les espagnols, puis la colonisation par les Pays-Bas et le Royaume-Uni va conduire au déclin de du jawi au profit de l'alphabet latin.
De nos jours, le jawi est toujours l'une des deux écritures officielles en vigueur au sultanat de Brunei. Et bien que l'islam soit toujours majoritaire en Indonésie et en Malaisie, et qu'une partie importante des populations lisent l'arabe dans ce cadre, elle n'est plus utilisée pour écrite les langues locales.

## Langues caucasiennes
Des traces historiques (tombes, sépultures, anciens hameaux) témoignent également de l'usage de l'alphabet arabe pour écrire des langues vaynakh (tchétchène-ingouche) et adyghéennes.

## Langues latines

### Castillan
Les morisques, crypto-musulmans vivant en Espagne entre la chute d'Al-Andalus et leur expulsion en 1609, ont largement utilisé des caractères arabes pour écrire des textes en castillan. La littérature qu'ils produisent est essentiellement religieuse mais on trouve aussi des romans, des ouvrages médicinaux et des récits de tous genres. Cette langue espagnole écrite au moyen de caractères arabes s'appelle aljamiado.

## Langues germaniques

### Afrikaans
L'alphabet arabe fut à l'occasion utilisé par les groupes asiatiques ou musulmans, notamment les Malais du Cap, pour mettre par écrit ce qui était sous l'administration hollandaise la langue officielle de la Colonie du Cap du temps de sa possession par la Compagnie néerlandaise des Indes orientales.

## Langues slaves
Le biélorusse et le bosniaque ont notamment bénéficié d'une adaptation de l'alphabet arabe.